# Маршал революції
«Ма́ршал револю́ції» (рос. Маршал революции) — історико-біографічний двосерійний художній телефільм виробництва Одеської кіностудії 1978 року про більшовицького воєначальника Михайла Фрунзе.
Прем'єрний показ відбувся 6 листопада 1978 року на Першій програмі Центрального телебачення СРСР.

## Сюжет
Осінь 1920 року, останній етап Громадянської війни в Криму.
Частини Червоної Армії під командуванням Фрунзе беруть Перекоп і завершують остаточний розгром Білої армії барона Врангеля.

## У ролях
- Геннадій Єгоров — Фрунзе
- Григорій Абрикосов — Каменєв
- Юрій Каюров - Ленін
- Юрій Соловйов — Гусєв
- Юріс Плявіньш — Пацка
- Лембіт Ульфсак — Уборевич
- Борис Невзоров — Блюхер
- Олена Амінова — комісар
- Валерій Малишев — Ворошилов
- Стасіс Пятронайтіс — Слащов
- Анатолій Ромашин
- Леонід Яновський — Сиротинська
- Лев Перфілов
- Сергій Глазков — дорученець
- Еммануїл Віторган — Врангель
- Олександр Яковлєв — Каретников
- А. Далмау

## Знімальна група
- Автор сценарію: Олександр Юровський
- Режисер: Сергій Лінков
- Оператор: В'ячеслав Сьомін
- Композитор: Григорій Фрид